# Blore with Swinscoe
Blore with Swinscoe – gmina (civil parish) w Anglii, w hrabstwie Staffordshire, w dystrykcie Staffordshire Moorlands. Leży 34 km na północny wschód od miasta Stafford i 205 km na północny zachód od Londynu.